# اشتباكات دارفور 2021
اشتباكات دارفور هي اشتباكات قبلية في مدينة الجنينة عاصمة ولاية غرب دارفور في السودان، الاشتباكات ناتجة عن عراك مسلح بين قبيلة المساليت الإفريقية، وبين قبائل عربية تسكن المنطقة. وقعت اشتباكات في شهر يناير من عام 2021 أوقعت حوالي 200 قتيل، ثم تجددت الاشتباكات في شهر أبريل ونتج عنها ما بين 40 إلى 87 قتيلًا.

## يناير
في شهر يناير 2021 شهدت الولاية اشتباكات عرقية دامية خلفت أكثر من 200 قتيل خلال 3 أيام.

## أبريل
في يوم الإثنين 5 أبريل 2021 أوقعت اشتباكات جديدة 18 قتيلًا وعشرات المصابين. وقعت الاشتباكات نتيجة تبادل عشوائي لإطلاق النار بين مجموعتين قبليتين، نتج عنها إحراق للمنازل بأحد الأحياء مدينة الجنية. ومع حلول يوم الأربعاء 7 أبريل أعلنت لجنة أطباء السودان ارتفاع 87 قتيلًا.
بدأت شرارة الأزمة منذ يوم السبت عندما قامت مجموعة قبلية بقتل شخصين وجرح آخر ينتمون لقبيلة المساليت ذات الأصول الأفريقية في حي الجبل، قام ذوو الضحايا بالتجمع يوم الأحد وطلبوا من السلطات القبض على الجناة بعد التعرف عليهم وهو ما لم يحدث. شهد حي الجبل بمدينة الجنينة حيث تقع الاشتباكات عمليات نزوح واسعة، كما تم حرق مساكن بمعسكر أبوذر للنازحين ومجمع طبي بالمنطقة.
قالت لجنة أطباء السودان فرع غرب دارفور، في بيان إنه «دارت عجلة العنف مرة أخرى في مدينة الجنينة عاصمة ولاية غرب دارفور واتسعت بصورة أكبر منذ صباح الأحد». وأضاف اللجنة إنها أحصت 18 قتيلاً و54 جريحاً، يتلقون الرعاية الطبية في مستشفى الجنينة التعليمي ومستوصف النسيم ومستشفى السلاح الطبي. في حين قال مكتب تنسيق الشؤون الإنسانية التابع لمنظمة الأمم المتحدة في بيان: «منذ الثالث من أبريل، قُتل 40 شخصاً في المواجهات الأخيرة بين المساليت وقبائل عربية، الوضع يبقى متوتراً في مدينة الجنينة... لجنة المساعدة الإنسانية التابعة للحكومة أشارت إلى 58 جريحاً».
أعلن مجلس الدفاع السوداني يوم الاثنين 5 أبريل حال الطوارئ بولاية غرب دارفور وأرسل قوات أمن إلى المنطقة. كما علقت الأمم المتحدة أعمالها الإنسانية في الجنينة وألغت رحلاتها الجوية إلى المدينة التي تُستخدم كمركز لتقديم المساعدات الإنسانية إلى 700 ألف شخص.